# Szymon Komorowski
Szymon Komorowski herbu Rola – skarbnik poznański w 1790 roku, deputat na Trybunał Główny Koronny. Był konsyliarzem konfederacji targowickiej z województwa poznańskiego.